# Søren Kierkegaard
Søren Aabye Kierkegaard (n. 5 mai 1813, Copenhaga, Danemarca – d. 11 noiembrie 1855, Copenhaga, Danemarca) a fost un filozof, scriitor și teolog danez din secolul al XIX-lea. Prin concepția sa filozofică asupra constrângerii omului de a-și alege destinul, a exercitat o influență hotărâtoare asupra teologiei și filozofiei moderne, în special asupra filozofiei existențiale.

## Biografie
Kierkegaard a criticat vehement atât hegelianismul din timpul său, cât și ceea ce a considerat ca fiind formalități nule ale Bisericii Naționale Daneze. O mare parte din opera sa filozofică se concentrează asupra problemelor legate de modul de viață al oamenilor, accentul căzând pe prioritatea realității umane concrete în detrimentul gândirii abstracte, subliniind, în același timp, importanța alegerii și a devotamentului individual. Opera sa teologică se axează pe etica creștină și instituția Bisericii. Opera sa în domeniul psihologiei explorează emoțiile și sentimentele indivizilor atunci când se confruntă cu alegerile pe care le fac în viață.
Făcând parte din metoda sa filozofică, inspirându-se din Socrate și dialogurile socratice, primele opere ale lui Kierkegaard au fost scrise utilizând diverse personaje pseudonime, fiecare prezentându-și punctele de vedere specifice și interacționând sub forma unui dialog complex. El desemnează pseudonime pentru a explora în profunzime anumite puncte de vedere, care uneori se pot întinde pe parcursul mai multor cărți, între timp Kierkegaard, sau un alt pseudonim, criticând respectiva poziție. Astfel, sarcina descoperirii semnificației operelor sale este lăsată în grija cititorului, deoarece "această sarcină trebuie să fie astfel încât ea să fie dificilă, deoarece numai ceea ce e dificil inspiră inimile nobile". Ulterior, specialiștii l-au interpretat pe Kierkegaard în mod diferit, printre care, drept un existențialist, neo-ortodoxist, postmodernist, umanist și individualist. Traversând granițele filosofiei, ale teologiei, psihologiei și literaturii, el este o figură influentă în gândirea contemporană.
Se naște la 5 mai 1813, în Copenhaga, ca al șaptelea fiu al lui Michael Pedersen Kierkegaard și al Anei Sorensdatter Lund. Copilăria sa stă sub semnul pietismului auster și melancoliei tatălui. Tatăl său, un om profund religios și obsedat de sentimentul păcatului, a influențat dezvoltarea tânărului Soeren în direcția unei melancolii religioase și a unei imaginații fastidioase. Studiază teologia intre anii 1830 și 1840 la Universitatea din Copenhaga, susținându-și dizertația finală in iulie 1840 cu o teză despre ironia socratică. În același an, se logodește cu tânăra Regine Olsen, în vârstă de numai 18 ani. În octombrie 1841, din motive extrem de neclare, el rupe logodna.

Renunță la intenția de a se face pastor evanghelic, dedicându-se cu precădere filosofiei, și pleacă la Berlin, pentru a audia cursurile lui Schelling. Reîntors la Copenhaga, începe să publice articole, pamflete, aforisme și parabole cu caracter filosofic și religios, criticând suficiența clerului protestant danez.
Debutează editorial încă din 1838 cu lucrarea Af en endnu levendes Papirer ("Din hârtiile cuiva încă în viață"), o analiza critică necruțătoare a romanului Kun en Spillemand ("Un biet scripcar") al lui Hans Christian Andersen. Începând cu anul 1843, gânditorul danez își intensifică activitatea prin publicarea unor lucrări, al căror subiect variază între filozofie, psihologie, religie și chiar predici creștine. Cele aproape 40 de titluri apărute antum, semnate cu pseudonim ori cu propriul nume, tematizează primatul individului concret, istoric și contingent asupra oricărei realități depersonalizante și imposibilitatea înglobării fenomenului vital în categorii abstracte și exhaustiv explicative. Va publica și o serie de texte, de pamflete extrem de acide, in care atacă deschis și demască păgânismul și ipocrizia mediului ecleziastic al contemporanilor săi.
În 1855 editează revista "Øieblikket" ("Clipa"), dar la începutul lunii octombrie 1855 suferă o apoplexie cerebrală și moare la 11 noiembrie 1855 într-un spital din Copenhaga. Opera sa a exercitat o influență considerabilă, mai ales după primul război mondial, fiind o sursă de inspirație pentru teologia dialectică, existențialismul filozofic și creștin și chiar asupra psihologiei moderne.

## Filosofia alegerii și disperării

Soeren Kierkegaard - Desen de H.P. Hansen, 1854

Gândirea și stilul de viață a lui Kierkegaard reflectă drama vieții filosofului, chinuit de paradoxul sfâșierii între un Dumnezeu neînțeles, căruia i se supune, și disperarea individului părăsit într-o lume în care trebuie să existe, dar care i se refuză. Disperarea la Kierkegared nu este agonie, ci pierderea individului. Omul trebuie să-și aleagă, respectiv să-și determine destinul, lăsat singur, fără speranță, în haosul existenței. În fața dilemei "Ori, ori" (Enten - Eller, 1843), pentru a ieși din plictiseala existenței, pendulează între un hedonism rafinat și o disperare fără mijloace de consolare.

### Adevăruri subiective
Kierkegaard distinge între cunoaștere, care e obiectivă și convingere religioasă, care e subiectivă.
În sensul lui Kierkegaard, tezele pur teologice sunt adevăruri subiective și nu pot fi nici infirmate, nici confirmate de știință, adică de cunoașterea obiectivă. De aceea, pentru el a opta pentru sau contra unui anumit adevăr subiectiv este o alegere pur arbitrară. Trecerea de la cunoașterea obiectivă la credința religioasă este numită de Kierkegaard salt al credinței, deoarece este vorba de acceptarea subiectivă a unor teze care nu pot fi justificate rațional. Credința creștină este pentru el rezultatul făgașului pe care îl împing pe subiect astfel de alegeri care nu au și nu pot avea temei rațional (în sensul că rațiunea nu este nici pentru și nici contra lor). Din punct de vedere obiectiv, tezele pur teologice nu sunt nici adevărate, nici false. Unele teze care nu sunt pur teologice, ci sunt falsificabile, au fost confirmate științific (de ex. faptul că Isus a existat în mod real) sau infirmate științific (de ex. viziunea lui Eusebiu din Cezareea că biserica creștină primară a avut o unitate de monolit bazată pe adevărul care a purces de la apostoli).

### Influența gândirii lui Kierkegaard
În cursul secolului al XIX-lea, influența gândirii lui Kierkegaard s-a exercitat numai asupra unor scriitori scandinavi, ca Henrik Ibsen și August Strindberg. Abia un secol mai târziu, concepțiile sale filosofice se reflectă, în forme modificate, în scrierile reprezentanților filosofiei existențiale, ca Albert Camus, Gabriel Marcel, Martin Heidegger, Jean-Paul Sartre, Karl Jaspers, precum și ai "dialecticei negative" (Theodor Adorno). Și scriitorul ceh Franz Kafka a fost profund influențat de operele lui Kierkegaard.
În literatura română influența operei lui Kierkegaard a fost una târzie, operele sale au început să circule abia în perioada interbelică, în limbile franceză, italiană sau engleză și i-au influențat pe Mircea Eliade, Emil Cioran, Nicolae Steinhardt, Jeni Acterian, Max Blecher etc. După 1947, romanele lui Nicolae Breban Don Juan și Pândă și seducție au repus în circulație multe dintre ideile din Jurnalul seducătorului, emise de Kierkegaard.
Operele lui Kierkegaard au început să fie traduse în limba română începând cu anii 1990.

## Opere filosofice selective
- Om Begrebet Ironi med stadigt Hensyn til Socrates (Despre conceptul de ironie cu referință permanentă la Socrate), 1841
- Enten-Eller (Ori - ori), 1843
- Frygt og Bæven (Frică și cutremur), 1843
- Philosophiske Smuler eller en Smule Philosophi (Fărâme filozofice sau o fărâmă de filozofie), 1844
- Begrebet Angest (Conceptul de anxietate), 1844
- Forord (Prefețe), 1844
- Gjentagelsen (Repetarea), 1843
- Stadier paa Livets Vei (Stadii pe calea vieții), 1845
- Afsluttende uvidenskabelig Efterskrift til de philosophiske Smuler (Postfață neștiințifică definitivă la „Fărâme filozofice“), 1846
- Kjerlighedens Gjerninger (Faptele iubirii), 1847
- Sygdommen til Døden (Boala întru moarte), 1849
- Indøvelse i Christendom (Inițiere în creștinism), 1850

## Opere filosofice selective traduse în limba română
- Școala creștinismului, traducere de Mircea Ivănescu, București, Editura Adonai, 1991
- Jurnalul seducătorului, traducere din daneză de Kjeld Jensen și Elena Dan, București, Editura Scripta, 1992
- Legitimitatea estetică a căsătoriei, traducere din daneză de Kjeld Jensen și Elena Dan, București, Editura Mașina de scris, 1996
- Diapsalmata. Jurnalul seducătorului, traducere de Kjeld Jensen și Elena Dan, București, Editura Mașina de scris & Universal Dalsi, 1997
- Banchetul (in vino veritas), traducere din daneză de Kjeld Jensen și Elena Dan, București, Editura Universal Dalsi, 1997
- Scrisoare către un prieten, traducere din limba daneză de Kjeld Jensen și Elena Dan, București, Editura Mașina de scris, 1997
- Scrieri, I, Conceptul de anxietate, traducere din daneză de Adrian Arsinevici, Timișoara, Editura Amarcord, 1998
- Scrieri, II, Fărâme filosofice, traducere din daneză de Adrian Arsinevici, Timișoara, Editura Amarcord, 1999
- Scrieri, III, Repetarea, traducere din daneză de Adrian Arsinevici, Timișoara, Editura Amarcord, 2000
- Boala de moarte, traducere din limba germană de Mădălina Diaconu, București, Editura Humanitas, 1999; 2006
- Banchetul, traducere de Kjeld Jensen și Elena Dan, București, Editura Mașina de scris, 2000
- Vinovat? Nevinovat?, traducere de Alexandra Jensen si Elena Dan, București, Editura Mașina de scris, 2000
- Frică și cutremurare, traducere, cuvânt introductiv, note de Dragoș Popescu, Editura Antaios, Oradea, 2001
- Frică și cutremur, traducere din daneză și prefață de Leo Stan, București, Editura Humanitas, 2002
- Frică și cutremur. Prefețe, traducere din daneză Adrian Arsinevici, cuvânt înainte de Flemmings Harrits, Sibiu, Editura Honterus, 2007
- Opere, I, Din hârtiile unuia încă viu. Despre conceptul de ironie, cu permanentă referire la Socrate, traducere din daneză, prefață și note de Ana-Stanca Tabarasi, București, Editura Humanitas, 2006
- Opere, II /1, Sau-sau. Un fragment de viață editat de Victor Eremita. Partea întâi. Cuprinzând hârtiile lui A, traducere din daneză, introducere și note de Ana-Stanca Tabarasi, București, Editura Humanitas, 2008
- Opere, II /2, Sau-sau. Un fragment de viață editat de Victor Eremita. Partea a doua. Cuprinzând hârtiile lui B. Scrisori către A, traducere din daneză, introducere și note de Ana-Stanca Tabarasi, București, Editura Humanitas, 2009
- Opere, III, Discursuri edificatoare (1843-1844). Trei discursuri la ocazii imaginate, traducere din daneză, introducere și note de Ana-Stanca Tabarasi, București, Editura Humanitas, 2011

## Legături externe
- http://www.romadrian.dk
- http://www.kierkegaard.de
- http://www.ephraem.de/west/kierkegaard.htm Arhivat în 17 ianuarie 2005, la Wayback Machine.
- http://sorenkierkegaard.org
- Frică și cutremur Arhivat în 4 aprilie 2008, la Wayback Machine.
- Editura Humanitas
- Kierkegaard: „Credința este o alegere, nu o receptare directă“ Arhivat în 22 mai 2014, la Wayback Machine., * Søren Kierkegaard Kulturproduktion

- Søren Kierkegaard pe Curlie
- Søren Kierkegaard la Internet Movie Database
- Gerhard Rempel Sören Kierkegaard and Existentialism
- Søren Kierkegaard Research Centre Arhivat în 4 iunie 2014, la Wayback Machine.
- A Sketch of Kierkegaard's Life
- Journals and Papers of Kierkegaard Arhivat în 28 decembrie 2013, la Wayback Machine. in English
- Selections from the writings of Kierkegaard 1923, Hollander, Lee Milton, 1880–1972
- Kierkegaard pe In Our Time la BBC. (Kierkegaard ascultă acum)

- D. Anthony Storm's Commentary on Kierkegaard
- Wabash Center Internet Guide: Søren Kierkegaard Arhivat în 10 mai 2010, la Wayback Machine.
- Internet Resources about Kierkegaard from David Bishop
- Søren Kierkegaard Newsletter Arhivat în 14 aprilie 2010, la Wayback Machine. edited by Gordon D. Marino
- Guardian series on Kierkegaard by Liverpool University philosopher Clare Carlisle
- http://www.kierkegaard.de – [German] web site about Soren Kierkegaard
- Søren Kierkegaard's Collected Works Online Arhivat în 14 februarie 2014, la Wayback Machine.
- Manuscripts in the Søren Kierkegaard Archive in the Royal Library
- Portraits of Søren Kierkegaard in the Royal Library 23 ianuarie 2009, Dragoș Dâscă, Ziarul Lumina

Format:Soeren Kierkegaard